# Vätö landskommun
Vätö landskommun var en tidigare kommun i Stockholms län.

## Administrativ historik
I Vätö socken i Bro och Vätö skeppslag i Uppland inrättades denna landskommun när 1862 års kommunalförordningar trädde i kraft.  Vätö var egen kommun till kommunreformen 1952, då den gick upp i Lyhundra landskommun. Sedan 1971 ingår området i Norrtälje kommun.

## Politik

### Mandatfördelning i Vätö landskommun 1938-1946
| 12 | 6 |

| 18 |

| 12 | 6 |

| 16 |

| 11 | 5 | 2 |

| 16 |